# HD 90156
HD 90156 är en ensam stjärna belägen i den södra delen av stjärnbilden Vattenormen. Stjärnan placerade som Gamma Antliae av Lacaille, och Gould hade för avsikt att behålla den i den stjärnbilden, men justering av stjärnbildernas gränser år 1930 ledde till att den överfördes till Vattenormen. Den har en skenbar magnitud av ca 6,92 och kräver åtminstone en handkikare för att kunna observeras. Baserat på parallaxmätning inom Hipparcosuppdraget på ca 44,7 mas, beräknas den befinna sig på ett avstånd på ca 73 ljusår (ca 22 parsek) från solen. Den rör sig bort från solen med en heliocentrisk radialhastighet på ca 27 km/s.

## Egenskaper
HD 90156 är en gul till vit stjärna i huvudserien av spektralklass G5 V. Den har en massa som är ca 1,0 solmassor, en radie som är ca 0,87 solradier och har ca 0,83 gånger solens utstrålning av energi från dess fotosfär vid en effektiv temperatur av ca 5 700 K.
En undersökning utförd 2015 har uteslutit förekomsten av någon följeslagare på beräknade avstånd över 5 astronomiska enheter.

## Planetsystem
År 2009 hittades en gasjätteplanet i omlopp kring HD 90156.
| Planet | Massa            | Halv storaxel (AE) | Siderisk omloppstid (d) | Excentricitet | Inklination | Radie |
| ------ | ---------------- | ------------------ | ----------------------- | ------------- | ----------- | ----- |
| b      | ≥17,98 ± 1,46 MJ | 0,250 ± 0,004      | 49,77 ± 0,07            | 0,31 ± 0,10   | -           | -     |